# Hypephyra transiens
Hypephyra transiens är en fjärilsart som beskrevs av Eugen Wehrli 1939. Hypephyra transiens ingår i släktet Hypephyra och familjen mätare. Inga underarter finns listade i Catalogue of Life.